# Tassa sulle finestre

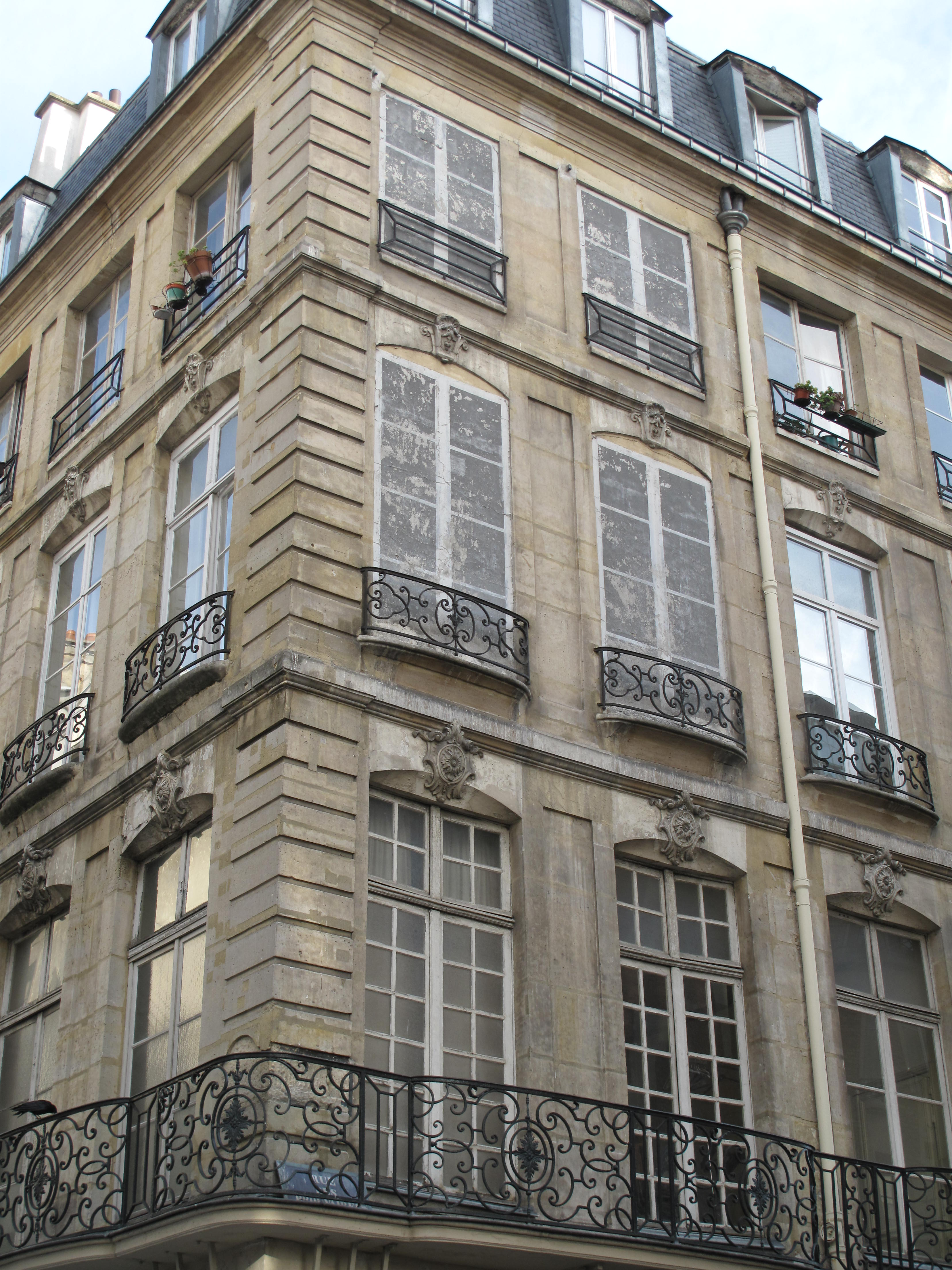
Palazzo con false finestre

La tassa sulle finestre è un'imposta che nel corso della storia è stata utilizzata in vari paesi europei, come in Francia dal 24 novembre 1798 al 1926, nel Regno Unito dal 31 dicembre 1695 al 1851, in Spagna fino al 1910 e nei Paesi Bassi dal 1821 al 1896.
La tassa gravava sui proprietari di immobili, che dovevano versare al fisco una somma commisurata al numero e alle dimensioni delle finestre.
Per limitare l'imposta i proprietari ricorsero alla realizzazione di un numero minore di finestre, alla muratura di parte di quelle esistenti, fino ad arrivare alla realizzazione di false finestre disegnate a trompe-l'œil sulle pareti dei palazzi.

## Dettagli
La tassa è stata imposta nell'Inghilterra e nel Galles sotto il regno di re Guglielmo III per riparare al deficit. La tassa è stata progettata per evitare le proteste dovute all'imposta sul reddito e tassare comunque gli abitanti rispetto al reddito di ognuno. L'imposta sul reddito suscitò infatti molte proteste in Gran Bretagna perché gli abitanti ritenevano che la divulgazione del reddito personale minasse la libertà del singolo cittadino.